# Roky Erickson
Pour les articles homonymes, voir Erickson.
Roky Erickson, nom de scène de Roger Kynard Erickson, né le 15 juillet 1947 à Austin (Texas) et mort dans la même ville le 31 mai 2019, est un guitariste et compositeur américain, connu en tant que membre fondateur des 13th Floor Elevators et auteur du titre You're Gonna Miss Me.

## Biographie
Roger Kynard Erickson commence à apprendre la guitare à l'âge de 13 ans et devient bon très rapidement. Il commence dans le groupe Fugitives, puis en 1965 à Austin, dans The Spades au sein desquels il compose You're Gonna Miss Me (qui sortira en single) avant d’intégrer 13th Floor Elevators, groupe psychédélique texan au sein duquel il reprendra et chantera ce morceau qui passera à la postérité rock.
Abusant de substances hallucinogènes malgré le succès du groupe et de ses deux premiers albums, il perd progressivement contact avec la réalité. Interné dans une structure psychiatrique en 1969 après avoir été arrêté en possession de drogues, il s’évade (il est déjà interné lorsque le troisième album du groupe est enregistré et n'est présent que sur quelques chansons antérieures). Il est repris pour être déclaré par la justice mentalement irresponsable et placé dans un institut particulièrement strict dans lequel il est gavé de neuroleptiques. Lors de son séjour, il écrira néanmoins un recueil de poèmes : Openers.
En 1972, il retrouve la liberté et rejoue pour deux concerts avec John Ike Walton sous la forme d’une reformation de The 13th Floor Elevators. Toutefois, son équilibre psychologique est instable et sa perception de la réalité demeure confuse. Il est persuadé d’être surveillé par les autorités policières américaines et son univers mental est hanté par des êtres sataniques et démoniaques. Lui-même se dit en relation directe avec l’esprit de Buddy Holly (également texan, mort depuis 1959) et se voit en extra-terrestre (I am an Alien, I am from Mars).
En 1975, il sort un single sur Mars Records avec Two headed dog et Starry eyes, puis fonde The bleib Aliens puis The Aliens en 1977 avec le guitariste Duane Aslaksen. Le label Sponge fondé par le critique rock Philippe Garnier lui permet de sortir un EP quatre titres, avec une nouvelle version de Two headed dog, Mine mine mind, Click your fingers applauding the play et I have always been here before. Puis, il fait paraître le single Bermuda avec The interpreter en face B.
En 1980, la compilation Epîtaph for a Legend réalisée par Lelan Rogers (producteur de The 13th Floor Elevators) rend hommage aux groupes psychédéliques US avec notamment des morceaux de The Spades, Red Crayola (sur le premier album duquel Roky Erickson jouait de l'harmonica) et Electric Rubayyat. Sur cet album figurent une interview de Roky, ainsi que deux morceaux en duo avec Clementine Hall : la reprise Splash one et One the right track now.
L’album Roky Erickson and the Aliens paraît en 1980 sur CBS, produit par Stu Cook (ex Creedence Clearwater Revival) avec sa pochette post-psychédélique sous forme de collages éclatés parmi lesquels les morceaux du visage de Roky se mêlent à des visions "démoniaques". Les sujets sont Lucifer (Don’t shake me Lucifer), différents démons (I think of demons, Stand for the fire demon), les zombies (I walked with a zombie), les vampires (Night of the vampire), Cerbère (Two headed dog) et quelques autres monstres (Creature with the atom brain), pour faire bonne figure.
La presse américaine compare l’album à un mélange des Stones (les bases rock et blues), des Stooges (les guitares saturées) et de Black Sabbath (le satanisme)[réf. nécessaire]. Son tube est Starry Eyes. En 1975, sur 415 Records sort aux États-Unis l’album Evil One qui est une version remaniée du premier disque avec cinq morceaux en plus : Click your fingers applauding the play, If you have ghosts, The wind and more, Sputnik et Bloody hammer.
En 1981, Roky Erickson poursuit sans les Aliens et continue à jouer ses nouvelles compositions avec quelques reprises de The 13th  Floor Elevators avec différents groupes : The Explosives, Evil hook wildlife ET', The resurrectionists et 27 devils joking notamment.
Après un single paru en 1984 sur Dynamic records comprenant Don't slander me et Starry eyes, Roky Erickson sort en 1985 sur le label "New Rose", un mini-LP intitulé Clear night for love avec 5 morceaux dont The haunt.
Roky Erickson participe en 1985 à la bande sonore du film Le Retour des morts-vivants (The return of the living dead) avec le morceau Burn the flames.
En 1986, il enregistre un nouvel album très électrique et rock, Don't slander me, avec le concours de deux anciens Aliens, Duane Aslaksen et Bill Miller, ainsi que du grand bassiste Jack Casady (Jefferson Airplane et Hot Tuna) et du batteur Paul Zahl (alors membre de SVT (en) avec Casady).
Le label New rose édite en 1987 un album acoustique, The Holiday Inn tapes, avec notamment la reprise de May the circle remain unbroken (du dernier album de The 13th Floor Elevators) et deux reprises de Buddy Holly. Ces deux disques constitueront les deux derniers vrais albums de Roky Erickson.
À partir de la fin des années 1980, Roky disparaît plus ou moins de la circulation. Il aurait de nouveau été interné pour une histoire de courrier volé[réf. nécessaire]. Il vécut longtemps chez sa mère tandis que sa santé mentale et physique déclinait. C'est grâce à l'intervention de son frère Summer que les choses s'améliorent pour lui à la fin des années 1990. Il est soigné et recommence un peu à chanter. Un livre, Openers 2, est publié, avec toutes les paroles des chansons écrites par Roky et une sélection de celles des 13th Floor Elevators, ainsi que quelques poèmes et des photos. Le livre est publié par la maison d'édition fondée par Henry Rollins de Black Flag, grand fan de Roky. Un nouvel album sort en 1995, All That May Do my Rhyme, et la compilation Never Say Goodbye, composée d'inédits pour la plupart acoustiques et notamment plusieurs morceaux enregistrés alors qu'il était interné, au début des années 1970. Summer Erickson a également fondé le Trust Roky, une association destinée à soutenir son frère financièrement et à défendre ses droits (il a en effet reçu très peu d'argent pour ses nombreux enregistrements[réf. nécessaire]). Thruston Moore de Sonic Youth, Jon Spencer (de Jon Spencer Blues Explosion), Butthole Surfers, le cinéaste George A. Romero, comptent parmi ses adhérents.
À partir de 2005, Roky Erickson recommence à donner des concerts de temps en temps. En 2007, il joue ainsi dans plusieurs festivals tels que les célèbres Coachella en Californie et Royal Festival Hall à Londres, mais aussi au festival de Ruisrock en Finlande, dont un article de presse rapporte que son passage fut l'un des temps forts du festival.
En 2008, Roky apparaît sur le maxi Batcat Ep du groupe écossais Mogwai, il chante sur le morceau Devil Rides.
Le 20 avril 2010, accompagné par le groupe Okkervil River, Roky Erickson sort True Love Cast Out All Evil, son premier album depuis 14 ans.

## Reprises
En 1990, paraît en hommage et en aide à Roky Erickson, alors dans le dénuement, la compilation When the pyramid meet the eye-tribute to Roky Erickson, laquelle permet d'entendre notamment ZZ Top, R.E.M., Butthole Surfers, The Jesus and Mary Chain, Julian Cope, Richard Lloyd (ex. Television).
Parmi les groupes qui ont repris des morceaux de Roky, on note les suédois des Nomads (I always been here before) et d'Hellacopters (Cold night for alligators), les américains des Minutemen (Bermuda, version live au téléphone), The Fuzztones (You're gonna miss me), les Bangsters (Bermuda), le groupe DMZ de Jeff Connoly (You're gonna miss me), Sky Saxon, son alter ego chanteur de The Seeds (Don't slander me), les australiens de Radio Birdman (You're gonna miss me) et les français psychédéliques des Vietnam Veterans (On the right track now), The Needs (You're gonna miss me) et Entombed (Night of the Vampire) . Jad Wio sur son album "Cellar dreams" sorti en 1986 reprendra également "You're gonna miss me" dans une version plus vitaminée. The Devil's Blood reprend " White Faces". Le groupe suédois Ghost a repris "If you have ghost" en 2013 dans son EP éponyme.

## À la télévision
Chris Carter et les scénaristes de X-Files, qui avaient une solide culture rock et un goût pour l’étrange, ne pouvaient manquer de faire un clin d’œil à ce "martien", précurseur de Mulder, qui voyait déjà des monstres, des complots et des extra-terrestres partout au début des années 1970. Dans l’épisode de la troisième saison Le Seigneur du magma (Jose Chung’s From Outer Space) dans lequel de multiples vrais et faux aliens s’entrecroisent, un témoin capital mais un peu allumé croit détenir la vérité sur les envahisseurs et les complots gouvernementaux, il s’appelle Roky Crickenson et a écrit un livre intitulé The Truth About the Aliens.

## Documentaire
En 2005, Keven McAlester réalise You're Gonna Miss Me, film documentaire sur la vie de Roky Erickson.

## Discographie

### LP
- 1980 : Roky Erickson and the Aliens
- 1981 : Evil One
- 1985 : Clear night for love
- 1986 : Don't slander me
- 1986 : Gremlins have pictures
- 1987 : The holiday inn tapes
- 1987 : Casting the runes with the Explosives
- 1988 : Openers
- 1988 : Live at the Ritz
- 1990 : Reverend of karmic youth
- 1995 : All that may do my rhyme
- 1996 : Never say goodbye
- 2010 : True Love Cast Out All Evil

### Bootlegs LP
- 1975 : Live in California
- 1981 : New tales of the weird/you believe in ghosts (2 LP)
- 1982 : Weird tales